# نیکلاس دهون
نیکلاس دهون (انگلیسی: Nicolas Dehon؛ زادهٔ ۲ آوریل ۱۹۶۸) بازیکن فوتبال اهل فرانسه است.
از باشگاه‌هایی که در آن بازی کرده‌است می‌توان به باشگاه فوتبال تروا و باشگاه فوتبال پاری سن ژرمن اشاره کرد.